# Allosauroidea
Ne doit pas être confondu avec Allosauridae.
allosauroïdes
Super-famille
Familles de rang inférieur
- † Allosauridae famille type
- † Carcharodontosauridae
- † Neovenatoridae
- † Metriacanthosauridae (ex-Sinraptoridae)

Les Allosauroidea (les allosauroïdes en français) forment une super-famille ou clade de dinosaures théropodes qui comprend quatre familles : les Metriacanthosauridae, les Allosauridae, les Carcharodontosauridae et les Neovenatoridae.
Le plus ancien Allosauroidea connu, Sinraptor dongi, a vécu au Jurassique moyen (étage Bathonien) en Chine et le plus récent est le Neovenatoridae Orkoraptor qui a vécu à la fin du Crétacé (étage Maastrichtien). Les Allosauroidea avaient une tête longue et aplatie transversalement, de grands yeux, trois doigts aux pattes avant et généralement des « cornes » ou des crêtes ornementales sur la tête. Le plus célèbre et le mieux connu des Allosauroidea est le genre Allosaurus qui a vécu en Amérique du Nord.

## Classification

### Taxonomie
- Super-famille des Allosauroidea
  - Genre Becklespinax ?
  - Genre Poekilopleuron[2]
  - Famille des Allosauridae
  - Famille des Carcharodontosauridae
  - Famille des Neovenatoridae
  - Famille des Metriacanthosauridae (ex-Sinraptoridae)

### Phylogénie
Le clade des Allosauroidea a été initialement proposé par Phil Currie et Zhao (1993, p. 2079), et plus tard utilisé comme un taxon racine de rang non défini par Paul Sereno (1997). Sereno (1998, p. 64) a été le premier à donner une définition les Allosauroidea, définissant le clade ainsi « Tous les néotétanoures plus proches d'Allosaurus que de Neornithes." Kevin Padian (2007) a utilisé une autre définition, définissant les Allosauroidea comme comprenant Allosaurus, Sinraptor, leur dernier ancêtre commun et tous ses descendants ». Thomas R. Holtz et ses collègues (2004, p. 100) et Phil Currie et Kenneth Carpenter (2000), entre autres, ont suivi cette deuxième définition à base de nœud. Toutefois, dans certaines analyses (tels que Currie & Carpenter, 2000), le placement des carcharodontosauridés par rapport aux allosauridés et aux sinraptoridés est incertain, et donc on ne sait pas s'ils appartiennent ou non aux Allosauroidea (Currie & Carpenter, 2000).
Le cladogramme présenté ci-dessous suit l'analyse de 2012 par M. T. Carrano et ses collègues. La principale différence avec le cladogramme précédent de R.B.J. Benson et ses collègues en 2010 est que la famille des Sinraptoridae est renommée du nom de son synonyme plus ancien(synonyme senior), les Metriacanthosauridae :
|                     | Allosauridae                                                             |
|                     |                                                                          |
| Carcharodontosauria | \| \| Neovenatoridae \| \| \| \| \| \| Carcharodontosauridae \| \| \| \| |
|                     | \| \| Neovenatoridae \| \| \| \| \| \| Carcharodontosauridae \| \| \| \| |
|                     | Neovenatoridae                                                           |
|                     |                                                                          |
|                     | Carcharodontosauridae                                                    |
|                     |                                                                          |

|  | Neovenatoridae        |
|  |                       |
|  | Carcharodontosauridae |
|  |                       |

|                     | Allosauridae                                                             |
|                     |                                                                          |
| Carcharodontosauria | \| \| Neovenatoridae \| \| \| \| \| \| Carcharodontosauridae \| \| \| \| |
|                     | \| \| Neovenatoridae \| \| \| \| \| \| Carcharodontosauridae \| \| \| \| |
|                     | Neovenatoridae                                                           |
|                     |                                                                          |
|                     | Carcharodontosauridae                                                    |
|                     |                                                                          |

|  | Neovenatoridae        |
|  |                       |
|  | Carcharodontosauridae |
|  |                       |